# Henri Gonnet
Pour les articles homonymes, voir Gonnet.
Henri Gonnet (parfois orthographié Gonet selon les sources) né le 3 février 1919 à Saint-Jean-de-Bournay et mort fusillé le 15 septembre 1944 à la prison Montluc est un collaborateur, milicien français durant l'occupation du pays par l'Allemagne nazie, dont la fonction auprès de Paul Touvier consistait, en particulier, à mener les interrogatoires, au cours desquels il pratiquait la torture. À la Libération en septembre 1944, il est arrêté et fusillé.

## Biographie

### Assassinat d'Hélène et Victor Basch
Le 10 janvier 1944, il accompagne Paul Touvier (chef du 2e service de la Milice française), Joseph Lécussan (le chef régional de la milice) et le lieutenant August Moritz de la Gestapo au domicile d'Hélène et Victor Basch, et participe à leurs arrestations.
Lécussan, accompagné d'autres miliciens, dont Gonnet, et de Moritz, conduira alors le couple à Neyron, dans l'Ain, où Victor et Hélène Basch seront abattus de plusieurs coups de feu, le soir même. Lécussan reconnaîtra avoir abattu lui-même Victor Basch, Gonnet se chargeant d'assassiner Hélène Basch de deux balles de pistolet.
Sur le corps de Victor Basch, sera retrouvé un écriteau laissé par les miliciens sur lequel était inscrit :

« Terreur contre terreur. le juif paie toujours. Ce Juif paye de sa vie l'assassinat d'un National. À bas De Gaulle-Giraud. Vive la France. »

— Comité national anti-terroriste, région lyonnaise

### Exécution des otages de Rillieux
Il est partie prenante de l'exécution des sept Juifs au cimetière de Rillieux, décidée par son chef, Paul Touvier.

### Fuite, arrestation et procès
Fin août 1944, Gonnet, comme Touvier, est caché par l'abbé Stéphane Vautherin, au moins jusqu'au 3 septembre 1944, date à laquelle des résistants se présentent au domicile de l'abbé Vautherin, mais n'y trouvent pas Touvier.
Entre le 3 septembre 1944 et le 7 septembre 1944, Gonnet est arrêté puis interrogé dès le 7 septembre 1944. À la suite de ces interrogatoires, Henri Gonnet a été jugé, sans que l'on connaisse la date du procès ; il sera condamné à mort et fusillé.